# Aanslag in de rue Saint-Nicaise
De aanslag in de rue Saint-Nicaise, ook bekend als de Machine Infernale, was een moordaanslag op het leven van Napoleon Bonaparte in de avond van 24 december 1800 in Parijs. Deze aanslag wordt wel gezien als de allereerste terroristische daad en het was tevens de eerste keer dat een bom werd gebruikt voor een moordaanslag.

## Aanloop
Napoleon verkreeg bij de Staatsgreep van 18 Brumaire in 1799 de macht over Frankrijk als eerste consul. Sinds zijn aantreden waren er al diverse plannen uit diverse hoeken om een aanslag op zijn leven te plegen. In het voorjaar kwam er al een royalistisch plot aan het licht om hem te ontvoeren en minister Joseph Fouché wist de leiders hiervan op 4 mei te arresteren. Van de partijen van de jakobijnen en de royalisten beschouwde Napoleon deze eerste als de meest gevaarlijke vanwege hun aanwezigheid in het leger. In november werd er een nieuwe aanslag op Napoleon verijdeld, ditmaal georganiseerd door de jakobijnen. Napoleon hield zo veel mogelijk de aanslagen uit het nieuws, omdat deze zijn imago als populaire held konden beschadigen.
In het begin van het jaar 1800 hadden de royalisten nog de hoop dat Napoleon afgezet kon worden door middel van een invasie, maar de Slag bij Marengo maakte hier een einde aan. Hierop ontstonden aan royalistische kant de eerste plannen voor een coup tegen Napoleon in de vorm van een moordaanslag.

## Aanslag
Op 24 december 1800 (3 nivôse, jaar IX van de Franse republikeinse kalender) ging Napoleon samen met zijn vrouw Josephine de Beauharnais, stiefdochter Hortense de Beauharnais en zijn zuster Caroline Bonaparte naar de uitvoering van Die Schöpfung van Joseph Haydn in de Opéra. De koets van Napoleon werd verder begeleid door Jean Lannes, Charles François Lebrun en Jean-Baptiste Bessières. Bij het naderen van het theater passeerde de koets van Napoleon in de rue Saint-Nicaise een stilstaande kar met een groot vat erop. Bij het passeren ontplofte dit vat, dat gevuld was met buskruit. De ruiten van het rijtuig van Napoleon versplinterden. De koets met Hortense en Josephine werd heen en weer geslingerd door de klap en een van de paarden stierf door de ontploffing.
Huizen in de nabije omgeving raakten zwaar beschadigd en vier omstanders kwamen om het leven. Nog eens zestig anderen liepen verwondingen op, waarvan er later nog een paar aan hun verwondingen zouden overlijden. De koets van Napoleon reed door naar de Opéra, waar hij uitgelaten begroet werd door het publiek dat de ontploffing had gehoord.

## Onderzoek naar de daders
Na afloop van de uitvoering in de Opéra beloofde Joseph Fouché de eerste consul dat hij binnen een week met bewijzen zou komen dat de aanslag was gepleegd uit royalistische hoek. Hierop liet hij de plaats delict onderzoeken en hier werden de hoefijzers van het paard van de kar gevonden. Een van de hoefijzers was vrij recent nog geslagen. Vervolgens werden de hoefsmeden van Parijs ondervraagd en een van hen herkende het ijzer en kon een beschrijving geven van de mannen die het paard bij hem hadden gebracht. Een van de mannen werd geïdentificeerd als Francois-Joseph Carbon en werd opgepakt. De aanslag was bedacht door twee royalistische officieren, te weten Pierre Robinault de Saint-Regent en Joseph Picot de Limoëlan. Zij waren naar Parijs gestuurd door Georges Cadoudal, die op zijn beurt op de loonlijst van de Britten stond.

## Nasleep
Een aantal royalisten en jakobijnen werd gefusilleerd en een nog groter aantal werd gedeporteerd naar een strafkolonie in Cayenne (Guyana). Napoleon maakte van de aanslag gebruik om zich te ontdoen van een aantal actieve jakobijnen door hen te laten deporteren. In de publieke opinie werd de aanslag op Napoleons leven ook gezien als een aanslag op de toekomst van het land. Napoleon kreeg dan ook veel sympathie als slachtoffer van de aanslag.
De laatste medeplichtigen aan de aanslag werden tijdens het onderzoek naar de geplande staatsgreep van Pichegru en Cadoudal in 1804 opgepakt. Zij werden op 25 mei 1804 geëxecuteerd.